# جيف كوران (فنان قتال مختلط)
جيف كوران (بالإنجليزية: Jeff Curran) هو فنان قتال مختلط أمريكي، ولد في 2 سبتمبر 1977 في كريستال ليك في الولايات المتحدة.

## وصلات خارجية
- الموقع الرسمي
- جيف كوران على موقع بوكس ريك (الإنجليزية) (registration required)
- جيف كوران على موقع يو إف سي (الإنجليزية)
- جيف كوران على موقع بيلاتور (الإنجليزية)
- جيف كوران على موقع شيردوغ (الإنجليزية)